# Bitwa w Grodzisku Wielkopolskim
Bitwa w Grodzisku Wielkopolskim – starcie zbrojne w czasie trwania powstania wielkopolskiego do którego doszło 28 kwietnia 1848 w Grodzisku Wielkopolskim, starcie zakończyło się wycofaniem oddziałów powstańczych.

## Geneza
W 1848 wybuchła Wiosna Ludów. W marcu 1848 doszło do rewolucji marcowej w Berlinie. Polacy postanowili wykorzystać sytuację i podjęto działania, aby Wielkie Księstwo Poznańskie uzyskało rozszerzenie autonomii. Początkowo ludność niemiecka sprzyjała dążeniom Polaków, co doprowadziło między innymi do uwolnienia skazanych w procesie berlińskim. Z czasem jednak sytuacja się zmieniała i Niemcy zaczęli zwracać się przeciwko Polakom. Ze strony władz pruskich chciano początkowo załagodzić rewolucyjne nastroje Polaków drogą pokojową. Wysłano w tym celu komisarza królewskiego generała Karla Wilhelma von Willisena, który miał drogą dyplomatyczną nie dopuścić do starć zbrojnych. Wskutek jego działań 11 kwietnia doszło do ugody w Jarosławcu. Z ugody tej nie byli zadowoleni zarówno Polacy jak i Niemcy. Nastroje antypolskie narastały tak, że nawet 19 kwietnia wojsko pruskie nie wpuściło sprzyjającego Polakom Willisena do Poznania. Zniechęcony Willisen, któremu do tej pory drogą dyplomacji udawało się nie dopuścić do większych starć zbrojnych 19-20 kwietnia opuścił poznańskie. Zakończył tym samym swoją misję dyplomatyczną. Od tej pory nasiliły się incydenty zbrojne. Wojsko pruskie zaczęło działać coraz bardziej agresywnie i doszło do kilku bitew i potyczek z powstańcami wielkopolskimi. Polacy jednak początkowo łudzili się jeszcze, że swoje cele mogą uzyskać bez walki. Ostatecznie wskutek agresywnej postawy wojsk pruskich 28 kwietnia Polacy zdecydowali się na zerwanie układów.

## Bitwa
28 kwietnia 1848 wojska pruskie postanowiły zająć Grodzisk Wielkopolski. Oddział pruski składał się z 600 żołnierzy piechoty, 100 huzarów i dwóch dział. Mieszkańcy Grodziska postanowili temu przeciwdziałać i zabarykadowano drogi prowadzące od strony Opalenicy. Prusacy zajęli dogodną pozycję i otworzyli ogień artyleryjski do poczynionych umocnień. Ostrzał ten zmusił obrońców pod dowództwem dr Markusa Mosse do wycofania się.
Wojsko pruskie następnie wkroczyło do miasta i zaczęło się rozkwaterowywać. Polakom w tym momencie przyszła pomoc z Doktorowa w postaci oddziału 200 kosynierów. Rzucili się oni na obydwa pruskie działa ustawione za Grodziskiem. Atak ten jednak pod silnym ogniem pruskim się załamał i powstańcy się wycofali.